# Crotone (província)
A província de Crotone é uma província italiana da região da Calábria com cerca de 173 122 habitantes, densidade de 101 hab/km². Está dividida em 27 comunas, sendo a capital Crotone.
Faz fronteira a noroeste com a província de Cosenza, a sul e a este com o Mar Jónico, e a oeste com a província de Catanzaro.